# Байдюк, Лариса Макаровна
Лариса Макаровна Байдюк (укр. Лариса Макарівна Байдюк; род. 26 февраля 1951, Ровно) — украинский и российский политик, член Коммунистической партии Украины с 1979 года; член фракции КПУ 7-го созыва в Верховной Раде Украины с декабря 2012 по ноябрь 2014 года. Член Комитета по вопросам бюджета Верховной Рады Украины 7-го созыва; первый секретарь Ленинского районного комитета КПУ города Севастополя; председатель совета общественной организации «Женщины Севастополя за мир и социальную справедливость».

## Образование
Хмельницкий технологический институт бытового обслуживания, технологический факультет (1968—1973), инженер-экономист, «Экономика и организация бытового обслуживания».

## Карьера
- Август 1973 — июнь 1978 — старший экономист планово-экономического отдела Севастопольского комбината бытового обслуживания «Бытэкспресс».
- Июнь 1978 — октябрь 1980 — старший экономист по ценам планового отдела Севастопольского управления бытового обслуживания.
- 10.1980-10.1986 — директор Севастопольской фабрики индпошива и ремонта трикотажных изделий «Индтрикотаж».
- Октябрь 1986 — декабрь 1988 — заместитель председателя исполкома Балаклавского районного совета народных депутатов города Севастополя.
- Декабрь 1988 — декабрь 1991 — директор Севастопольской фабрики индпошива и ремонта трикотажных изделий «Индтрикотаж».
- Декабрь 1991 — май 1995 — директор арендного предприятия «Трикотаж», город Севастополь.
- Май 1995 — апрель 1998 — председатель правления ЗАО «Трикотаж», город Севастополь.
- Апрель 1998 — апрель 2002 — председатель Ленинского райсовета города Севастополя.

## Парламентская деятельность
Народный депутат Украины 7-го созыва с 12 декабря 2012 от Коммунистической партии Украины, № 24 в списке. На время выборов: помощник-консультант народного депутата Украины, член КПУ.
Одна из 148 депутатов Верховной Рады Украины, которые подписали обращение к Сейму Республики Польша с просьбой признать геноцидом поляков события на Волыни в 1942—1944 годов.
Голосовала за Законы 16 января.

## После 2014-го
После аннексии Крыма Россией приняла российское гражданство и вступила в КПРФ. Должность — первый секретарь Комитета Ленинского местного отделения КПРФ Севастополя. Также стала руководителем товарищества собственников недвижимости "САДОВОДЧЕСКОЕ НЕКОММЕРЧЕСКОЕ ТОВАРИЩЕСТВО «ГИДРОГРАФ».

## Семья
- Отец — Байдюк Макар Степанович (1920).
- Мать — Надежда Ивановна (1922) — учитель, пенсионер.
- Муж — Пояганов Владимир Иванович (1948) — инженер-электрик, главный механик ЗАО «Трикотаж».

## Ссылка
- Сайт Верховной Рады Украины Архивная копия от 22 июля 2020 на Wayback Machine